# Matt Groening
Vous lisez un « bon article » labellisé en 2011.
Pour les articles homonymes, voir Groening.
Matthew Abram Groening, né le 15 février 1954 à Portland (Oregon), est un dessinateur, scénariste et producteur de télévision américain. Il est le créateur du comic strip Life in Hell et des séries télévisées d'animation Les Simpson, Futurama et Désenchantée.
Matt Groening débute avec Life in Hell, publié dans le magazine Wet dès 1978, et qui est toujours présent dans deux cent cinquante revues hebdomadaires. Life in Hell attire l'attention du cinéaste James L. Brooks, qui contacte Matt Groening en 1985 pour lui proposer de travailler pour l'émission The Tracey Ullman Show, diffusée sur la Fox. Initialement, Brooks voulait que Groening adapte l'univers de Life in Hell à la télévision. Cependant, craignant de perdre ses droits de publication, Groening décide de créer un nouvel ensemble de personnages en 1986, la famille Simpson, en nommant les membres d'après sa propre famille, mis à part pour Bart. La série de courts métrages qui met en vedette cette famille typiquement américaine est par la suite devenue une série à part entière, Les Simpson, toujours diffusée aujourd'hui après plus de sept cents épisodes.
En 1997, Matt Groening s'associe à David X. Cohen pour développer Futurama, une série d'animation se déroulant dans les années 3000, qui débute en 1999. Après quatre années de diffusion, la Fox décide d'arrêter la série en 2003, mais Comedy Central commande seize nouveaux épisodes pour une sortie directement en vidéo. En juin 2009, Comedy Central demande vingt-six nouveaux épisodes, pour qu'ils soient diffusés en deux nouvelles saisons.
Matt Groening a remporté douze Primetime Emmy Awards, dix pour Les Simpson et deux pour Futurama, ainsi qu'un British Comedy Award pour sa contribution à la comédie en 2004. En 2006, il remporte le National Cartoonists Society Reuben Award pour Life in Hell.
Il a reçu une étoile sur le Hollywood Walk of Fame le 14 février 2012.

## Biographie

### Jeunesse
Matt Groening naît le 15 février 1954, à Portland, dans l'Oregon, aux États-Unis, au sein d'une fratrie de cinq enfants. Sa mère norvégo-américaine, Margaret Ruth (née Wiggum) (23 mars 1919–22 avril 2013) est enseignante et son père germano-américain, Homer Philip Groening (30 décembre 1919–15 mars 1996), est réalisateur, publicitaire, et dessinateur,. Homer, né en Saskatchewan au Canada, a grandi dans une famille plautdietsch mennonite. Son nom de famille lui vient de la ville néerlandaise de Groningue (Groningen). Le grand-père de Matt, Abram Groening, était professeur à l'université privée mennonite d'arts libéraux de Tabor, située à Hillsboro au Kansas avant de partir pour l’Albany College, connu maintenant sous le nom de Lewis and Clark College, en Oregon, en 1930.
Groening grandit à Portland. Il va à l'école élémentaire d'Ainsworth puis à l'école secondaire Lincoln. De 1972 à 1977, Matt Groening étudie à l'université d'Evergreen State à Olympia, dans l'État de Washington, une école d'arts libéraux qu'il décrit comme étant « une université hippie avec aucun classement ou classe requis, qui peut emmener tout curieux jusqu'au nord-ouest ». Il tient le poste d'éditeur du journal du campus, The Cooper Point Journal, pour lequel il écrit aussi des articles et dessine quelques bandes dessinées. Il se lie d'amitié avec la dessinatrice Lynda Barry après avoir découvert qu'elle a écrit une lettre d'admiration à Joseph Heller, l'un des auteurs préférés de Matt Groening, et qu'elle a reçu une réponse. Groening reconnaît Lynda Barry comme étant « probablement sa plus grande inspiration ». Il cite aussi le film d'animation des studios Disney Les 101 Dalmatiens comme étant le film qui l'a poussé à s’intéresser aux cartoons, au même titre que la série de comic-strip Peanuts créée par Charles M. Schulz.

### Débuts incertains
En 1977, à l'âge de 23 ans, Groening déménage à Los Angeles pour devenir écrivain. Il fait ce qu'il décrit plus tard comme « une série de jobs minables », comprenant le rôle d'un figurant dans le film When Every Day Was the Fourth of July, le transport de tables, la vaisselle dans une maison de retraite, paysagiste dans une station d'épuration ou encore chauffeur et ghostwriter pour un réalisateur de western à la retraite,.

### Life in Hell
Dans cette série de comic strip qu'il publie lui-même, Matt Groening décrit la vie à Los Angeles à ses amis. Le titre Life in Hell est librement inspiré du chapitre How to Go to Hell du livre de Walter Kaufmann, Critique of Religion and Philosophy. Groening distribue ses bandes dessinées dans le rayon librairie du Licorice Pizza, un magasin de musique dans lequel il a travaillé. En 1978, il vend pour la première fois son œuvre pour le magazine avant-gardiste Wet. La bande dessinée, intitulée Forbidden Words, apparaît dans le numéro de septembre-octobre de cette même année,.
Il est alors engagé dans le Los Angeles Reader, un tout nouveau journal alternatif, qui publie des articles, des nouvelles, des éditoriaux et des réponses à des appels ou à des courriers des lecteurs. Il décide de présenter ses bandes dessinées à l'éditeur James Vowell, qui, impressionné, lui offre une place dans le journal. Life in Hell débute officiellement comme comic strip dans le Reader du 25 avril 1980,. En 1982, Vowell donne à Groening sa propre colonne musicale hebdomadaire : Sound Mix. Mais la colonne ne parle que rarement de musique, Matt préférant écrire sur ses « diverses passions, obsessions, bêtes noires ou problèmes ». Un jour, pour justifier le nom de la rubrique, Matt Groening invente des bandes originales et des morceaux de musique qu'il commente. Il reconnaît sa tromperie dès le numéro suivant en jurant de sa sincérité future, mais la rubrique lui est retirée peu après.
Parmi les adeptes de la colonne de Groening il y a Harry Shearer qui deviendra plus tard un des comédiens des Simpson.
Life in Hell devient populaire pratiquement dès sa publication. En novembre 1984, Deborah Caplan, la petite amie et collègue de Matt Groening, lui propose de publier Love is Hell, une série de planches de Life in Hell basée sur les relations amoureuses, sous la forme d'un livre. Publié un mois plus tard, le livre est un réel succès, vingt-deux mille exemplaires sont vendus lors des deux premiers tirages. Peu après, Caplan publie Work is Hell. Plus tard, Caplan et Groening s'unissent pour fonder la Life in Hell Corporation afin de vendre les produits dérivés de Life in Hell. Matt Groening fonde aussi une maison d'édition, Acme Features Syndicate, qui édite Life in Hell, Lynda Barry et John Callahan. Aujourd'hui, elle n'édite plus que Life in Hell. Actuellement, Life in Hell est encore publié dans deux cent cinquante journaux hebdomadaires. Plusieurs livres ont aussi été publiés afin de regrouper plusieurs planches, dont School is Hell, Chilhood is Hell, The Big Book of Hell et The Huge Book of Hell. Groening a déclaré : « Je n'abandonnerai jamais cette bande dessinée. C'est mon fondement ».
Matt Groening et Deborah Caplan se marient en 1986 et ont deux fils : Homer (qui se fait appeler Will) et Abe. Groening les caricature parfois en lapins dans Life in Hell. Le couple divorce toutefois en 1999, après treize ans de mariage. Groening est le beau-frère du créateur de Hé Arnold !, Craig Barlett, qui est marié avec sa sœur, Lisa. Arnold est apparu dans le magazine Simpsons Illustrated.

### Les Simpson

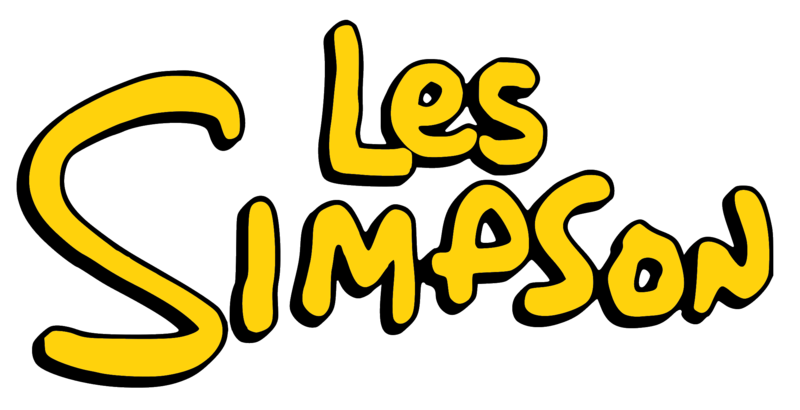
Logo francophone de la série

#### Origine et création
Life in Hell attire l'attention des scénaristes et producteurs d'Hollywood, ainsi que celle du fondateur de la Gracie Films, James L. Brooks grâce à son collègue producteur, Polly Platt, qui lui fait découvrir la série,. En 1985, Brooks contacte Groening pour lui proposer de travailler dans un futur projet d'animation encore indéfini, qui devrait être développé en une série de parodies animées courtes, appelées « bumpers », pour l'émission de variété de la Fox, le Tracey Ullman Show.
Brooks veut que Groening adapte les personnages des Life in Hell à l'écran, mais Groening craint à la fois de devoir renoncer à ses droits d'auteur et de faire face à un échec de l'émission, échec qui aurait mis un terme à sa bande dessinée ainsi qu'à sa carrière. Matt Groening conçoit l'idée des Simpson dans l'entrée du bureau de James L. Brooks et, immédiatement, il esquisse sa version d'une famille déséquilibrée constituée d'Homer, le père obèse, de Marge, la mère à la taille mince, Bart, l'aîné turbulent, Lisa, l'intelligente deuxième et Maggie, la benjamine encore bébé,,. Matt Groening décide de nommer les personnages principaux des Simpson d'après les membres de sa propre famille : ses parents, Homer et Margaret (le nom complet de Marge ou Marjorie), et ses jeunes sœurs, Lisa et Margaret (Maggie). Déclarant qu'il est un peu trop évident de nommer un des personnages comme lui-même, il choisit le nom de « Bart », une anagramme de « brat », équivalent anglais de « morveux » ou « sale gosse »,.
Cependant, il souligne que, mises à part les rivalités entre parents et enfants, sa famille n'a rien à voir avec celle des Simpson. Groening a aussi un frère aîné, Mark, et une sœur aînée, Patty. Dans une interview de 1995, il dévoile que Mark « est la véritable inspiration de Bart ». Maggie Groening, une des petites sœurs de Matt, a coécrit des livres pédagogiques des Simpson mettant en vedette son homonyme fictive, par exemple L'Abécédaire de Maggie Simpson  (ISBN 9780694003181) ou encore Le livre des animaux de Maggie Simpson  (ISBN 9780694003211).

#### Les courts-métrages duTracey Ullman Show
À l'époque du Tracey Ullman Show, la famille Simpson est grossièrement dessinée. En effet, Matt Groening a auparavant soumis aux animateurs de l'émission quelques croquis basiques, pensant qu'ils les amélioreraient d'eux-mêmes mais au lieu de cela ces derniers les ont recopiés pratiquement à l'identique. Tous les membres de la famille sont dessinés de manière à être reconnaissables uniquement à partir de leurs silhouettes. Lorsque Groening conçoit Homer pour la première fois, il écrit ses initiales au moyen des cheveux et de l'oreille du personnage : la forme des cheveux représente un « M » et l'intérieur de l'oreille droite ressemble à un « G ». Groening décide finalement de redessiner l'oreille comme avant, pour que cela ne soit pas trop évident. Il ne représente l'oreille en forme de « G » que lorsqu'il dessine Homer pour un fan. La coiffure ruche si particulière de Marge est inspirée de La Fiancée de Frankenstein ainsi que de la coupe que Margaret Groening porte dans les années 1960, même si les cheveux bleus sont une pure fantaisie de la part de l'auteur,. Dans les premiers courts-métrages des Simpson, Bart a les cheveux plus pointus et ses pics sont tous de tailles différentes. Plus tard, le nombre de pics est fixé à neuf et ils sont tous de même taille. À cette époque Matt Groening dessine principalement en noir et blanc et « ne pensant pas que Bart, serait finalement dessiné en couleur », il lui dessine des pointes qui semblent être une extension de sa tête. Les caractéristiques physiques de Lisa ne sont en général utilisées pour aucun autre personnage. Par exemple, dans tous les épisodes, aucun personnage, mise à part Maggie, ne partage sa coupe de cheveux. Pendant qu'il conçoit Lisa, Groening ne veut pas « être dérangé en pensant aux coiffures des filles ». Lorsqu'il crée les personnages de Lisa et Maggie, il « leur donne juste cette coiffure pointue en forme d'étoile de mer, sans penser qu'elles seraient ultérieurement dessinées en couleur ». Groening fait le storyboard et le scénario de chaque court-métrage (maintenant connus sous le nom de courts-métrages des Simpson), qui sont ensuite animés par une équipe comprenant David Silverman et Wes Archer, qui tous deux deviendront plus tard réalisateurs d'épisodes pour la série.
Les courts-métrages sont diffusés pour la première fois dans le Tracey Ullman Show du 19 avril 1987. Un autre membre de la famille, Grand-père Simpson, apparaît quelques courts-métrages plus tard. Quelques années après, lorsqu'est venu le temps de donner un prénom au personnage pendant les premières saisons des Simpson, Groening n'a pas voulu s'inspirer de son propre grand-père, Abram Groening, et il a laissé les autres scénaristes choisir. Ceux-ci ont choisi Abraham par coïncidence, ignorant que c'est le nom du grand-père de Matt Groening.

#### Le succès

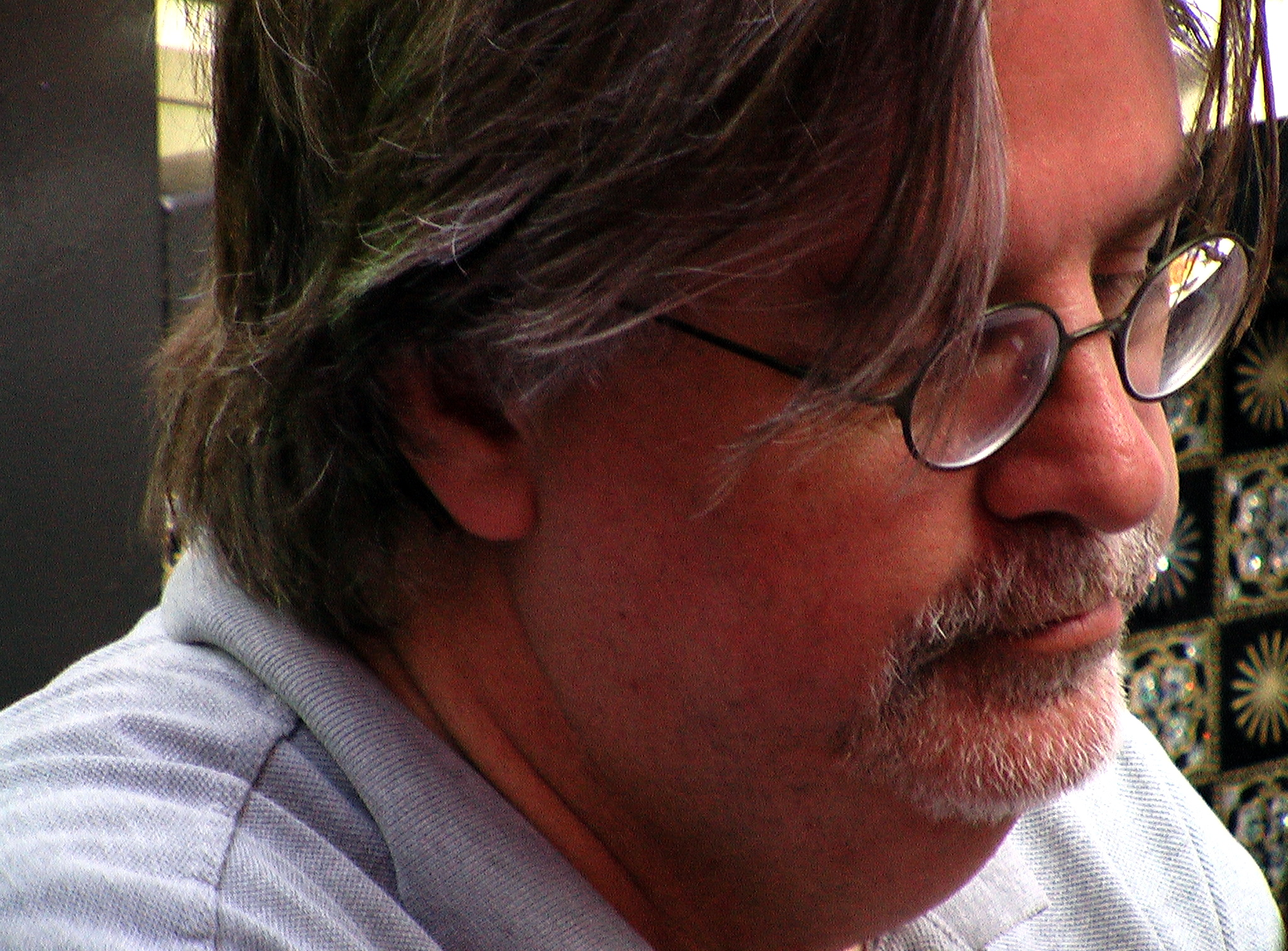
Matt Groening au Festival international du film d'animation d'Annecy de 2008.

Même si le Tracey Ullman Show ne connaît pas un grand succès, la popularité des courts-métrages mène Les Simpson à devenir une série dérivée d'épisodes de vingt minutes à partir de 1989. Une équipe de production permet cette adaptation pour la Fox Broadcasting Company. L'équipe comprend les membres de l'actuelle maison d'animation Klasky Csupo. James L. Brooks négocie une clause dans le contrat avec le réseau de la Fox qui permet d'empêcher la chaîne d’interférer avec le contenu de l'émission. Groening déclare que son but en créant cette émission est d'offrir aux téléspectateurs une alternative à ce qu'il appelle « les ordures habituelles » qu'ils avaient l'habitude de regarder.
La série d'épisodes de vingt minutes débute le 17 décembre 1989 avec Noël mortel, un épisode spécial Noël. Une soirée d'enfer est le premier épisode de longueur normale à être produit, mais il n'est pas diffusé avant mai 1990, comme dernier épisode de la première saison, et ce en raison d'un problème dans l'animation. À la surprise générale, la série devient un phénomène mondial. Groening déclare : « Personne ne pensait que Les Simpson allait devenir un tel succès. Cela a surpris tout le monde ». Les Simpson sont alors codéveloppés par Matt Groening, James L. Brooks et Sam Simon, un scénariste et producteur avec lequel Brooks a travaillé sur des projets antérieurs. Cependant, Groening et Simon ne s'entendent pas longtemps, et les deux hommes se disputent souvent à propos de la série. Groening décrit leur relation comme « très querelleuse ». Finalement, Simon quitte la série en 1993.
À l'instar des membres de la famille, plusieurs personnages de la série ont des noms inspirés par des personnes, des lieux ou des films réels. Le nom du chef de la police Clancy Wiggum est le nom de jeune fille de la mère de Matt Groening. Les noms de quelques-uns des autres personnages proviennent des rues principales de la ville natale de Groening, Portland dans l'Oregon. Parmi eux se trouvent les Flanders, les Lovejoy, les Powell, les Quimby ou encore le jeune délinquant Kearney. Beaucoup pensent que Bob Terwilliger a été nommé d'après le SW Terwilliger Boulevard à Portland, mais il fait en réalité référence au personnage du Dr Terwilliker dans le film Les 5000 doigts du Dr T.

#### Autour desSimpson
Bien que Matt Groening lance un certain nombre d'épisodes dérivés des Simpson, aucune de ces tentatives ne remporte le succès escompté. En 1994, Matt Groening, en compagnie d'autres producteurs des Simpson, produit un épisode grandeur nature axé sur le personnage de Krusty le clown, avec Dan Castellaneta dans le rôle principal, mais cette tentative est une nouvelle fois soldée par un échec,. Groening crée aussi l'épisode intitulé Young Homer et un autre sur les citoyens de Springfield qui ne font pas partie de la famille Simpson.
En 1995, Matt Groening entre dans un important désaccord avec James L. Brooks et d'autres producteurs des Simpson à propos de l'épisode Burns fait son cinéma, un crossover avec Profession critique, une série télévisée d'animation également produite par Brooks et employant plusieurs précédents membres de l'équipe des Simpson. Groening déclare qu'il redoutait que les spectateurs « ne voient dans cet épisode rien d'autre qu'une tentative pathétique de faire de la publicité pour Profession critique au travers des Simpson ». Il appréhendait aussi le fait que les spectateurs le considèrent comme impliqué dans la production ou la création de Profession critique. Il demande donc la suppression de son nom dans le générique de cet épisode. Brooks s'est dit furieux face au comportement de Groening, déclarant « This has been my worst fear... that the Matt we know privately is going public [...] his behavior right now is rotten. And it’s not pretty when a rich man acts like this. » (« C'était ma plus grande peur... Que le Matt que nous connaissons en privé devienne public [...] son comportement en ce moment est pourri. Et ce n'est pas joli quand un homme riche se comporte ainsi. »)
Groening a scénarisé, ou coscénarisé selon le cas, les épisodes Une soirée d'enfer, Bart a perdu la tête, Imprésario de mon cœur et 22 courts-métrages sur Springfield, ainsi que Les Simpson, le film, sorti en 2007. Il a plusieurs caméos dans la série, dont un où Groening s'exprime lui-même dans l'épisode Klingon, j'arrive. Actuellement, il occupe la place de producteur exécutif et de conseiller créatif dans l'équipe des Simpson.

### Futurama

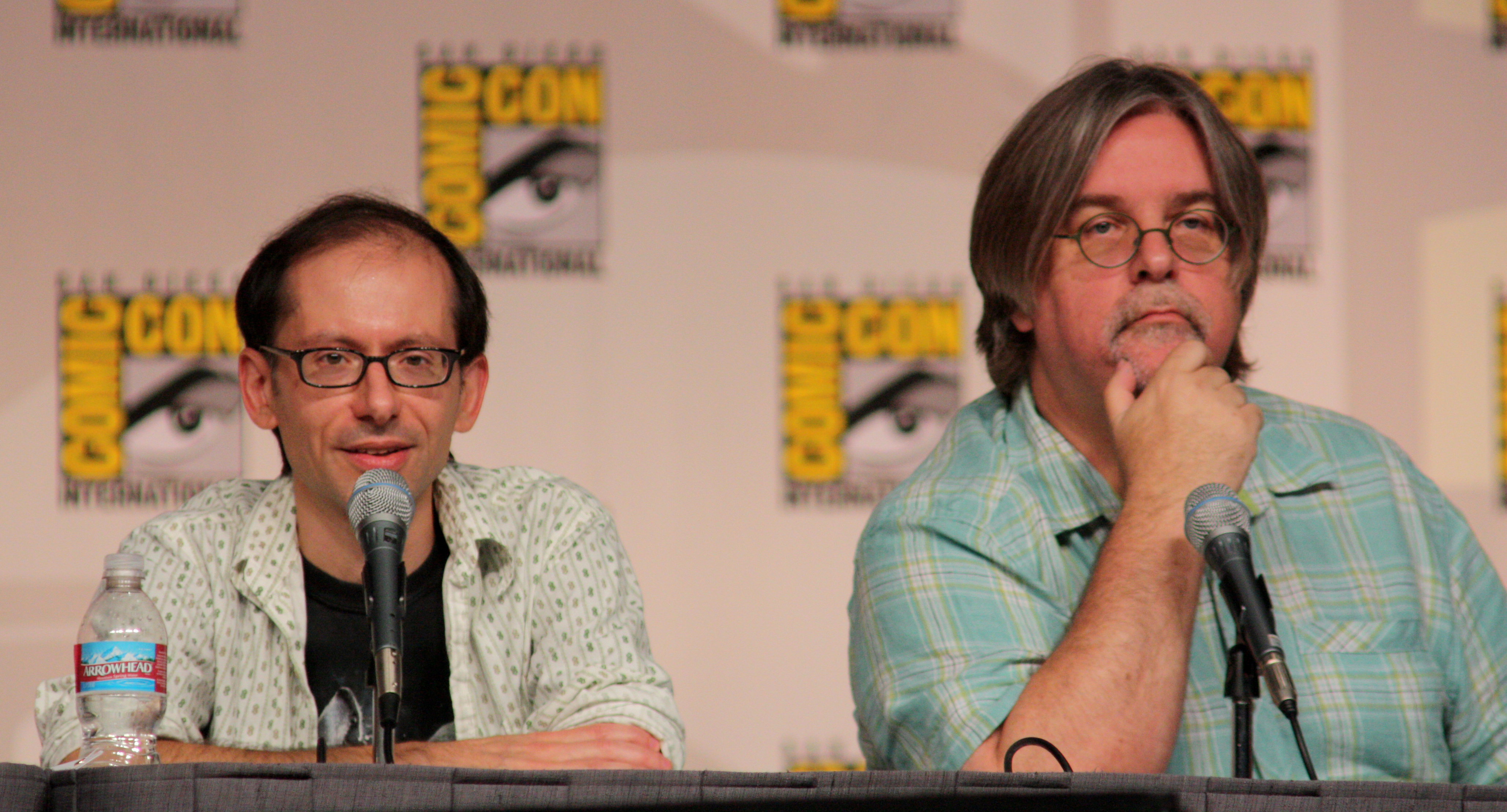
David X. Cohen (à gauche) et Groening (à droite) au Comic-Con de San Diego pour présenter Futurama, en 2009.

Après avoir passé quelques années à faire des recherches sur la science-fiction, Matt Groening s'unit avec le scénariste et producteur des Simpson David X. Cohen (connu alors sous le nom de David S. Cohen) en 1997 et crée Futurama, une série télévisée d'animation qui se déroule en l'an 3000,. Au moment où la série est vendue à la Fox en avril 1998, Groening et Cohen ont déjà créé de nombreux personnages et intrigues ; Groening déclare que Cohen et lui « débordaient » d'idées. Selon Groening, maintenir la série à l'antenne est « de loin la pire expérience de sa vie d'adulte ». Le premier épisode est diffusé le 28 mars 1999 à 8 h 30. Groening a été crédité pour les scénarios des épisodes Spaciopilote 3000 (coécrit avec Cohen), Renaissance et Innocence perdue.
Après quatre années de diffusion, la série n'est pas reconduite par la Fox. Cependant, comme c'est déjà arrivé aux Griffin, Futurama ressuscite grâce aux bons chiffres de vente des DVD et de l'audience satisfaisante sur la chaîne Adult Swim. Lorsque la chaîne Comedy Central négocie les droits pour les rediffusions de Futurama, la Fox lui fait part de la possibilité de créer de nouveaux épisodes. La chaîne signe alors pour seize nouveaux épisodes, et les producteurs décident de produire quatre vidéofilms : La Grande Aventure de Bender (2007), Le Monstre au milliard de tentacules (2008), Prenez garde au seigneur des robots ! (2008) et Vous prendrez bien un dernier vert ? (2009),. Groening a exprimé son désir de continuer avec Futurama sous d'autres formes — par exemple un film théâtral. Dans une interview à la CNN, Groening déclare : « nous avons un grand partenariat avec Comedy Central et nous aurions aimé faire plus d'épisodes pour eux, mais je ne sais pas… Nous avons eu des discussions et de l'enthousiasme s'est manifesté, mais je ne peux pas dire si c'était juste moi ».
Le 9 juin 2009 Comedy Central confirme qu'elle a signé pour 26 nouveaux épisodes diffusés à partir du 24 juin 2010. Le 24 mars 2011 la chaîne annonce que la série est prolongée jusqu'en 2013.

### Désenchantée
Matt Groening crée une série d'animation pour Netflix, intitulée Désenchantée (Disenchantment). Elle est disponible depuis le 17 août 2018. La série prend place dans un univers médiéval fantastique mettant en scène de manière humoristique et décalée les aventures de Bean, une jeune princesse alcoolique.

### Bongo Comics Group
En 1994, Matt Groening fonde le Bongo Comics Group (nommé d'après le personnage de Bongo dans Life in Hell) réunissant Steve Vance, Cindy Vance et Bill Morrison, et qui publie des bandes dessinées basées sur Les Simpson et Futurama (comprenant Futurama Simpsons Infinetely Secret Crossover Crisis, un crossover entre les deux séries), ainsi que quelques titres originaux.
Selon Groening, le but de Bongo est « d'essayer d'apporter de l'humour dans les boutiques de bandes dessinées assez sinistres ». En 1995, il fonde le Zongo Comics, une succursale de Bongo qui publie des bandes dessinées pour des lecteurs plus âgés, comprenant trois publications de Fleener produit par Mary Fleener et sept publications de l'œuvre d'un de ses meilleurs amis, Gary Panter : les bandes dessinées Jimbo. Zongo est abandonné en 1997 après la parution du dernier numéro de Jimbo.

### Passion musicale
Groening est connu pour son goût éclectique en musique. Son groupe préféré est The Mothers of Invention et son album préféré est Trout Mask Replica par Captain Beefheart (qui est produit par Frank Zappa). En 2003, il est invité d'honneur dans la rédaction du classement Best Music Writing du Da Capo Press et organise le festival musical All Tomorrow's Parties aux États-Unis,.
En mai 2010, il organise une autre édition de ce festival à Minehead en Angleterre. Il joue aussi de la batterie dans le groupe de Rock 'n' roll The Rock Bottom Remainders (même s'il est repertorié en tant que joueur de cencerro), dont tous les membres sont auteurs, parmi lesquels on peut trouver Amy Tan, Mitch Albom et Stephen King.

## Œuvres
L'œuvre dessinée de Matt Groening a été partiellement traduite en français. La série Life in hell a été traduite par les éditions La Sirène dans les années 1993-1994. Sept tomes sont parus :
- 1993 : L'amour c'est l'enfer (Love is Hell, 1986)  (ISBN 2-84045-019-4)
- 1993 : Le travail c'est l'enfer (Work is Hell, 1986)  (ISBN 2-84045-020-8)
- 1993 : Le sens de la vie selon Akbar et Jeff (Akbar and Jeff's Guide to Life, 1989)  (ISBN 2-84045-034-8)
- 1993 : L'enfance c'est l'enfer (Childhood is Hell, 1988)  (ISBN 2-84045-035-6)
- 1994 : En route pour l'enfer (The Road to Hell, 1992)  (ISBN 2-84045-059-3)
- 1994 : L'enfer c'est l'enfer (The Big Book of Hell, 1990)  (ISBN 2-84045-088-7)
- 1994 : L'école c'est l'enfer (School is Hell, 1987)  (ISBN 2-84045-087-9)

Matt Groening participe parfois à l'écriture de comics publiés par Bongo Comics, mais il ne s'agit que de pages uniques. Parmi ceux-ci se trouvent des pages sur Bartman, The Bongo Beat, Les Simpson, Futurama, Radioactive Man, Itchy et Scratchy, ou encore Krusty le clown. Il est aussi l'auteur de la couverture de Bizarro Comics publié par DC Comics et qui est sa seule participation à un projet dessiné qui ne soit pas produit par Bongo Comics.

## Influences
Matt Groening se réfère à de multiples influences. Avant même de savoir lire, il s'intéresse aux comics et par la suite il passera des heures à dévorer, chez le marchand de journaux, de nombreux comics. Par ailleurs, son frère lui fera connaître les publications d'horreur et de science-fiction d'EC Comics et plus particulièrement Mad, avant que celui-ci ne devienne un magazine. Étant enfant, il dit avoir été marqué par Dr Seuss puis par les écrits de Mark Twain, par le roman L'Attrape-cœurs de J. D. Salinger, publié en 1951, par Catch 22 de Joseph Heller mais aussi par les styles de P.G. Wodehouse, de James Thurber, de S. J. Perelman, de Robert Benchley ou de Jean Shepard. L'une de ses principales influences graphiques est le manuel de dessin Cartooning the Head and Figure de Jack Hamm, et notamment la troisième page qui s'attache à expliquer comment faire ressortir des émotions à partir de dessins rudimentaires.

## Opinions
Groening se qualifie d'agnostique,, de libéral et dit avoir toujours soutenu et aidé les candidats du parti démocrate. Sa cousine germaine, Laurie Monnes Anderson, représente le Comté de Multnomah au sein du sénat de l'État de l'Oregon.

## Récompenses
Matt Groening a été nommé vingt-cinq fois aux Emmy Awards et en a remporté onze : dix pour Les Simpson et un pour Futurama dans la catégorie « Meilleur programme d'animation de moins d'une heure ». En 2003, il reçoit le Prix Reuben de la National Cartoonists Society. En 2004, il reçoit un British Comedy Award pour sa contribution à la comédie. En 2007, il est classé quatrième (et premier de nationalité américaine) dans la liste des « 100 plus grands génies vivants », publiée par le journal britannique The Daily Telegraph. Un jour avant son anniversaire, le 14 février 2012, il reçoit son étoile sur le Hollywood Walk of Fame, douze ans après celle dédiée aux Simpson. En 2016, il est ajouté au temple de la renommée Will Eisner.